# Eupithecia descimoni
Eupithecia descimoni là một loài bướm đêm trong họ Geometridae.